# Лайдре, Маргус
Маргус Лайдре (эст. Margus Laidre; род. 18 сентября 1959, Тарту, Эстонская ССР, СССР) — эстонский историк и дипломат. Доктор исторических наук (2000).

## Биография
Родился в 1959 году в Тарту. В 1982 году окончил исторический факультет Тартуского университета. Работал научным сотрудником в следующих местах: Тартуский университет (1983), Стокгольмский университет (1988), Королевский музей армии Швеции (1989), Шведский институт (1990).
В 1987 получил учёную степень кандидата исторических наук, в 2000 — доктора исторических наук. С 1987 по 1991 год проводил лекции в Тартуском университете, в 1991 году — приглашённый лектор Торонтского университета.

Лайдре: «Советские „освободители“ депортировали мою тётю в Сибирь на 17 лет. Чтобы выжить, ей приходилось пить собственную мочу».
В 1991 году начал свою работу в Министерстве иностранных дел Эстонии с позиции директора информационного бюро Эстонии в Стокгольме. С 1991 по 1995 — Чрезвычайный и Полномочный посол Эстонии в Швеции, с 1996 по 1997 — в Германии. С 1997 по 2000 — в Ватикане. С 2001 по 2006 год работал директором третьего политического департамента МИДа Эстонии. С 2006 по 2010 — Чрезвычайный и Полномочный посол Эстонии в Великобритании. С 2010 по 2018 работал советником Президента Эстонии по вопросам внешней политики. С 2014 по 2018 — Чрезвычайный и Полномочный посол Эстонии в Финляндии. 
С 2018 по 2023 год — Чрезвычайный и Полномочный посол Эстонии в России. В 2023 году Россия приняла решение о понижении уровня диппредставителя в обеих странах до временного поверенного в делах. 23 января 2023 года МИД предписал Маргусу Лайдре покинуть территорию России 7 февраля.

## Награды
- Командор ордена Трёх звёзд (4 июня 2012 года, Латвия)[6]

## Монографии и книги
- Lõpu võidukas algus: Karl XII Eesti- ja Liivimaal 1700—1701. — Tartu Ülikooli Kirjastus, 1995.
- Üks Hä Tru ja Öige Sullane: Elust Rootsi sõjaväes Eesti- ja Liivimaal 1654—1700. — Kirjastus Eesti Ajalooarhiiv, 1999.
- Sõnumitooja või salakuulaja? Nüüdisaegse diplomaatia lätted 1454—1725. — Kirjastus Varrak, 2003.
- Dorpat 1558—1708: Linn väe ja vaenu vahel. — Kirjastus Argo, 2008.
- Domus belli: Põhjamaade Saja-aastane sõda Liivimaal 1554—1661. — Kirjastus Argo, 2015.
- Aja lugu ja inimese aeg. Räägitud ja rääkimata lood. — Kirjastus Argo, 2019.